# Frank Welker
Franklin W. Welker (Denver, Colorado, 12 de março de 1946) é um veterano dublador americano.

## Trabalhos
- Vários personagens em Transformers: Generation 1 Series.
- Uni em Dungeons & Dragons.
- Abu em Aladdin.
- Nibbler em Futurama.
- Krusha em Donkey Kong Country série animada.
- Fred Jones em Scooby-Doo.
- Soundwave em Transformers: Revenge of the Fallen.
- Megatron e Soundwave em Transformers: Prime.
- Shao Kahn e Goro no filme Mortal Kombat.
- Scooby-Doo em Shaggy & Scooby-Doo Get a Clue!
- Yoshi no filme Super Mario Bros..
- O touro-colheitadeira Frank em Carros.
- Pinky, a Chihuahua em Phineas e Ferb.
- Gato Cruel em Os Smurfs e Os Smurfs 2.
- George em George, o Curioso.
- Coelho Osvaldo em Epic Mickey e Epic Mickey 2.
- Megatron nos filmes Transformers: Age of Extinction e Transformers: The Last Knight.
- Altivo (cavalo) no filme O Caminho para El Dorado.
- Rugidos de todos os leões em O Rei Leão.[1]